# KVIrc
KVIrc es un cliente IRC gráfico y multi-idioma para Linux, Windows, Unix y Mac OS. La K en K Visual IRC era por una dependencia a KDE, que fue resuelta desde la versión 2.0.0.

## Características
KVIrc puede conectarse a varios servidores al mismo tiempo (opcionalmente con SSL y/o IPv6). Soporta sets de caracteres Unicode, ISO-8859-*, Asiáticos y nativos de Windows. Una característica especial es la Smart Encoding (codificación inteligente), que permite usar 2 codificaciones al mismo tiempo; puedes enviar Unicode y leer Unicode y CP-1252 al mismo tiempo, por ejemplo.
Además de los códigos mIRC soportados para fuentes de colores, negritas y subrayadas, KVIrc tiene su propio sistema de emoticonos y avatares (esta característica puede ser desactivada).
KVIrc tiene su propio lenguaje de scripting KVS para extensiones, addons y scripts.
Cada canal, query y Chat DCC es cifrable con Blowfish o AES/Rijndael.
Con el modo ventana dividida puedes dividir la ventana del canal en 2, una para mensajes de chat y otra para "comandos" como salidas/entradas/cambios de modo. El tamaño de las ventanas es variable, así que puedes ocultar la ventana de comandos.
El Espía de sockets ayuda a desarrolladores y usuarios a ver la comunicación RAW entre el cliente y servidor para depurar.

## Desarrollo
Los lanzamientos estables son poco comunes, pero en ocasiones hay snapshots de SVN en el servidor ftp que son lo suficientemente estables como para ser usados.
La última versión estable es 4.2.0 Equilibrium, la versión SVN es 4.3.1 y no tiene nombre clave.